# Granville megye
Granville megye az Amerikai Egyesült Államokban, azon belül Észak-Karolina államban található. Megyeszékhelye és legnagyobb városa Oxford. Lakosainak száma 60 992 fő (2020. április 1.). Granville megye Mecklenburg, Vance, Franklin, Wake, Durham, Person és Halifax megyékkel határos.

## Népesség
A megye népességének változása:
| Lakosok száma | 57 655 | 57 713 | 57 884 | 58 275 | 58 674 | 60 992 |
|               | 2010   | 2011   | 2012   | 2013   | 2015   | 2020   |